# Mégabus (véhicule)
Le Mégabus est un autobus bi-articulé construit dans le cadre d’une collaboration entre deux constructeurs français : Renault Véhicules industriels (RVI) et Heuliez Bus. Le moteur est produit par le premier, de même que le châssis qui est inspiré de celui du PR 100, un autobus commercialisé par RVI, tandis que la carrosserie est produite par Heuliez Bus sur la base de celle utilisée pour le GX 107.
Commercialisé entre 1986 et 1989, le Mégabus n’est pas remplacé dans la gamme Renault Véhicules industriels et reste de fait le plus long véhicule produit par le constructeur. 10 unités, prototype non compris, sont vendues pendant ces trois ans à un unique client, la CGFTE, qui les exploite sur le réseau de transport en commun de Bordeaux. Ils sont retirés de la circulation en décembre 2003, lors de la mise en service du tramway.

## Historique

### Conception

#### L’origine du Mégabus

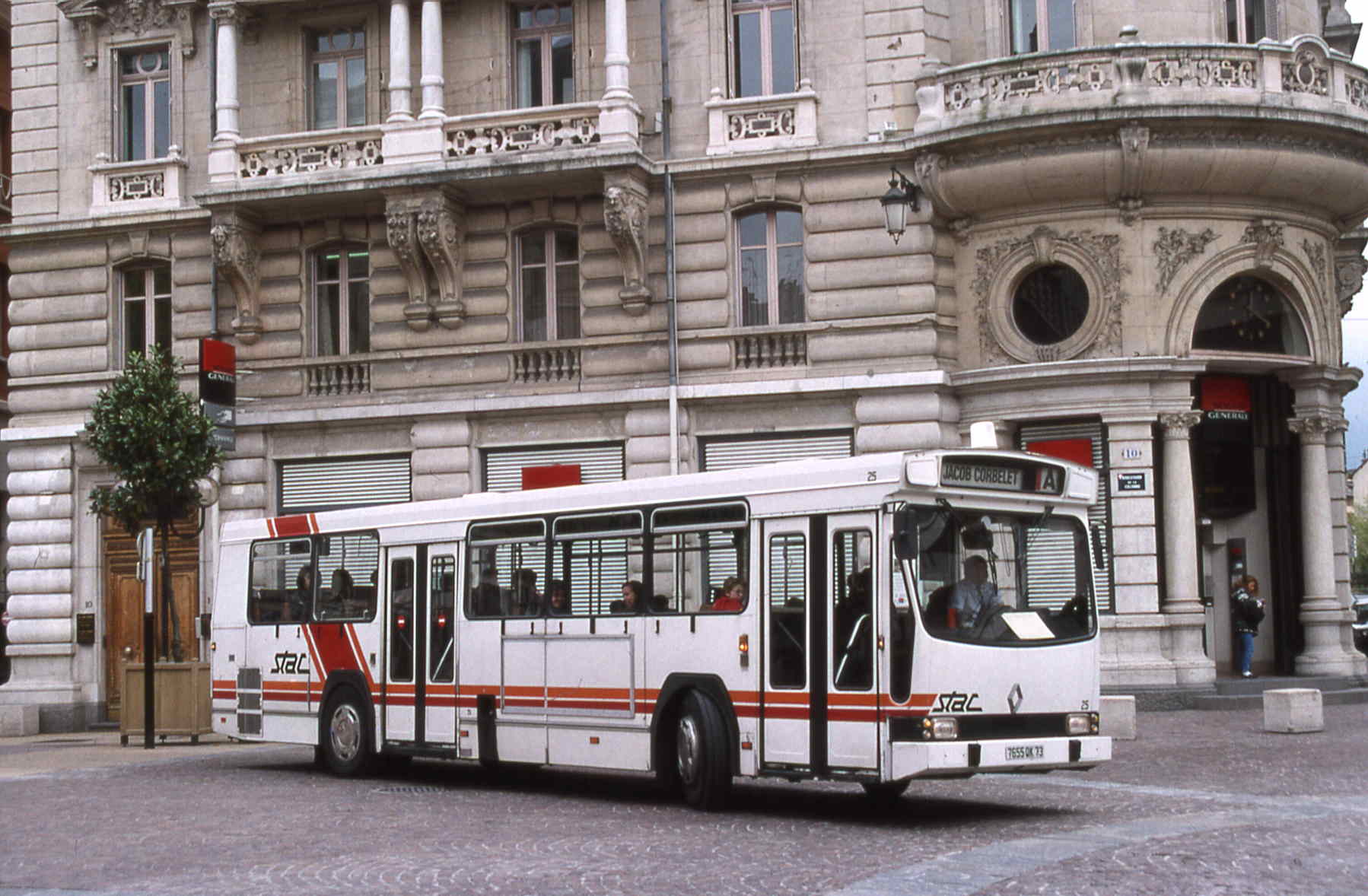
Un Renault PR 100 (ici à Chambéry), dont le Mégabus est dérivé.

En 1982, le constructeur Renault Véhicules Industriels signe un accord de coopération avec le carrossier Heuliez. Un certain nombre de véhicules résultent de cet accord, dont le Mégabus, quelquefois appelés Tribus, qui est le plus impressionnant,,. Un dérivé, inspiré de l’Heuliez GX 107, reste au stade de prototype : baptisé GX 237, il n’est jamais commercialisé et seule une maquette à l’échelle 1:1 est construite.
Le Mégabus est un autobus tricorps biarticulé conçu sur la base du Renault PR 100, dont la modularité et la conception permettent de nombreux dérivés. Conçu pour transporter jusqu’à 3 000 personnes par heure dans chaque sens sur les lignes les plus chargées des réseaux de grandes villes, il doit répondre à la demande générale de grands réseaux métropolitains, dont les autobus articulés standards deviennent insuffisants à la fin des années 1980, alors que le rétablissement du tramway n’est pas encore évoqué, et en particulier à une demande du réseau de Toulouse.

#### Le prototype

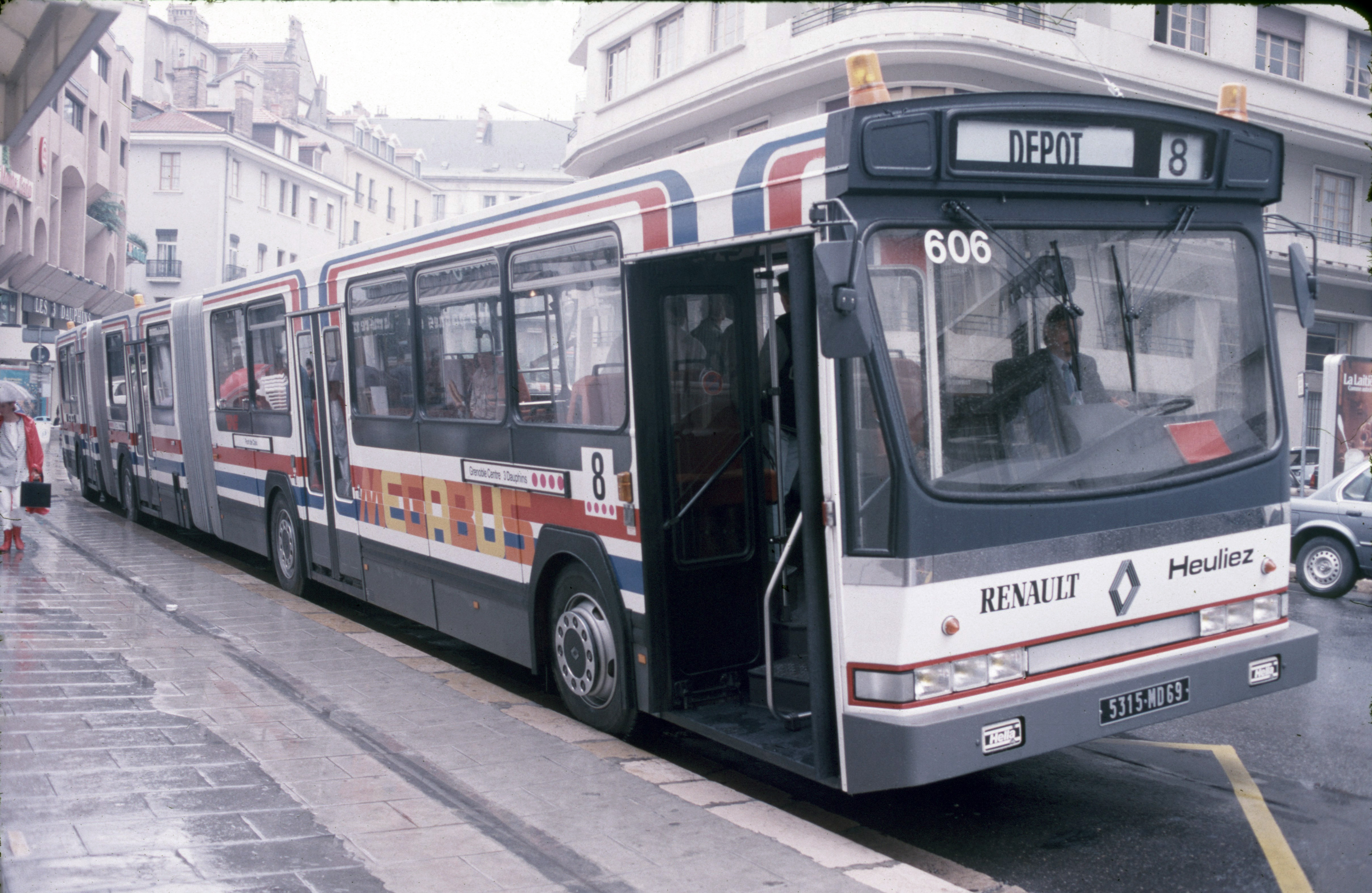
Le prototype du Mégabus en essais sur la ligne 8 du réseau de Grenoble (1987).

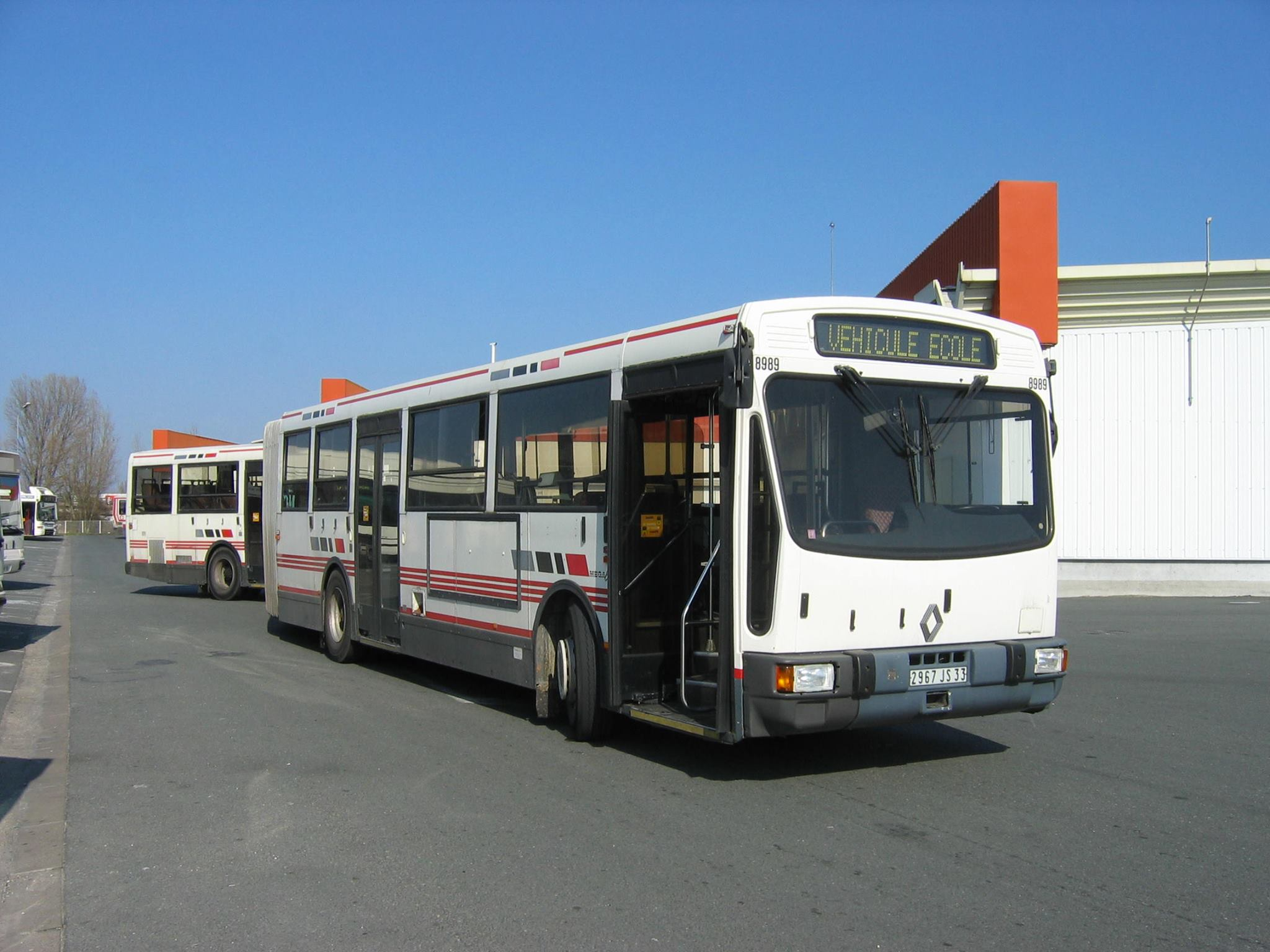
Un Mégabus au maximum de son angle de braquage.

Le prototype du Mégabus est présenté pour la première fois en octobre 1985 à Rennes, à l’occasion d’un congrès du GART. Légèrement plus court que la version définitive, il mesure 24,205 m de long pour 2,5 m de large et peut embarquer jusqu’à 206 personnes, dont 62 assises. Une dérogation spéciale du service des mines permet au Mégabus de circuler sur la voie publique (la longueur maximale d’un véhicule ou convoi sur la voie publique étant normalement fixée à 24 m) mais, en raison de sa très grande taille, il arbore des gyrophares et une pancarte rappelant qu’il s’agit d’un Véhicule de Grande Longueur. Il commence ses essais en situation réelle sur les lignes 4, 7, 8 et F du réseau de Bordeaux, intéressé par ce véhicule, en septembre 1986,. Il est par la suite testé sur de nombreux réseaux urbains français : Dijon (ligne 12), Orléans (hiver 1986), Nancy, Toulon, Rouen, Rennes, Paris (ligne 183 en avril 1987,), Nice (juin 1987), Grenoble (ligne 8 en juin 1987 puis 22 en février 1989,), Montpellier (ligne 1 en novembre 1987), Chambéry (été 1989), Lyon (lignes 39, 40 et 78 entre novembre 1989 et janvier 1990,), Caen et Tours. Il effectue également des démonstrations à l’étranger, notamment sur la ligne 15 du réseau genevois en avril/mai 1989 et à Amsterdam.
Seul un incident est relevé au cours de ses essais : alors qu’il est testé en situation réelle à Lyon, entre novembre 1989 et janvier 1990, sur la navette reliant Charpennes au campus de La Doua (ligne 78), il reste bloqué en portefeuille à l’entrée de ce dernier. D’importants moyens sont nécessaires pour le remorquer et les articulations sont en partie démontées pour le sortir de cette situation. Renault Véhicules industriels décide alors de renforcer les rappels permettant au bus de se plier et un signal sonore est installé lorsque le véhicule atteint son angle de braquage maximal.
Les essais démontrent que le Mégabus se conduit à peu près comme un bus articulé standard et ne pose pas de problèmes particuliers dans la circulation,. Toutefois, la faible puissance de son moteur est régulièrement soulignée,,.

### Service

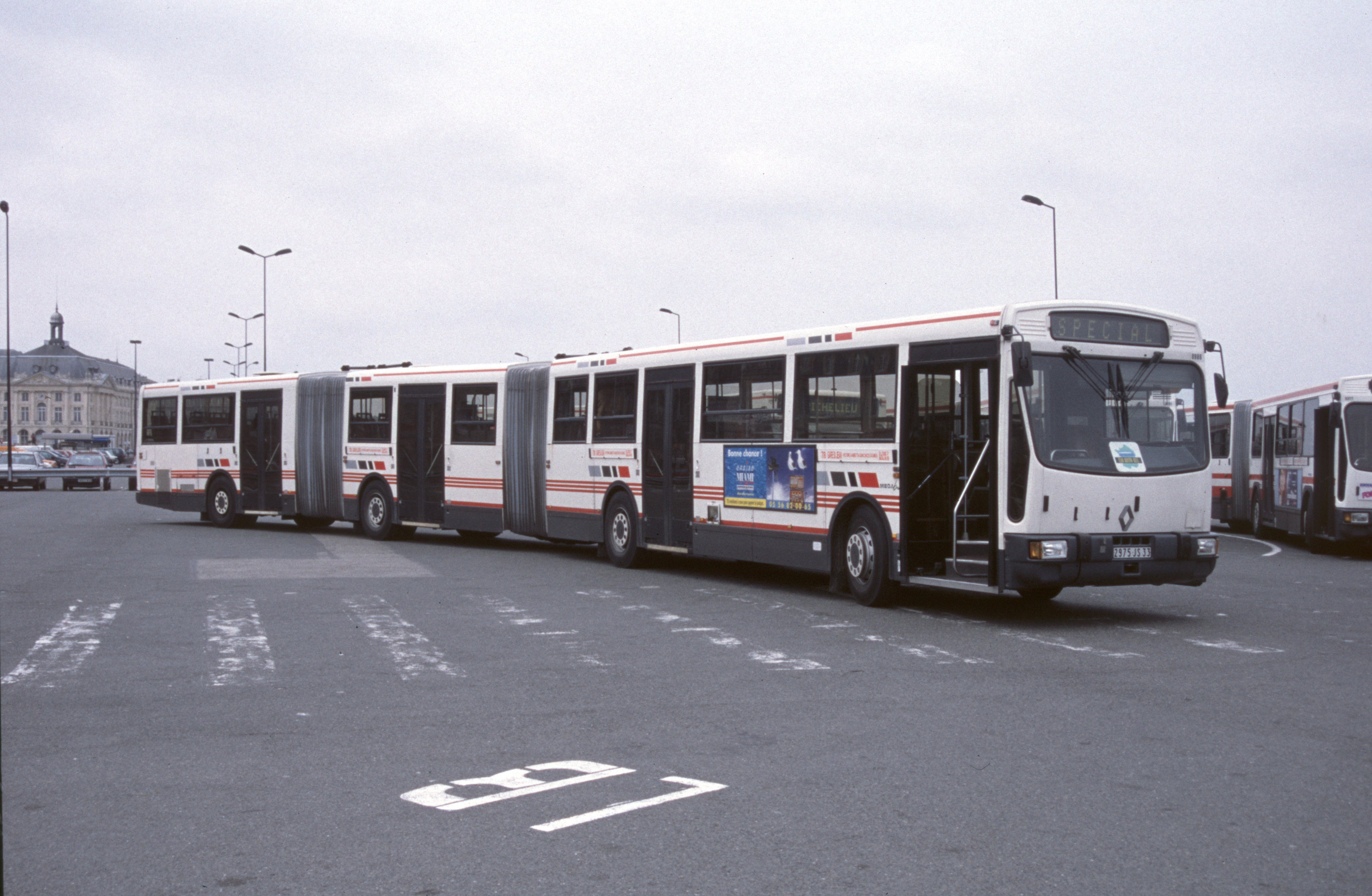
Un Mégabus stationné à proximité de la gare Saint-Jean, terminus de la ligne 7/8, en mars 1999.

Sur les 60 à 100 véhicules estimés par Renault Véhicules industriels lors de la conception du Mégabus, la commercialisation de ce véhicule est finalement limitée à 10 exemplaires, achetés par la CGFTE pour le réseau de Bordeaux,. Ce faible engouement est probablement lié au coût du véhicule, estimé à 2,7 millions de francs (soit près du double d’un articulé normal, vendu à 1,5 million de francs), mais aussi à un regain d’intérêt pour le tramway : de nombreuses villes intéressées par le Mégabus se tournent finalement vers ce moyen de déplacement, dont Genève qui en construit un sur la ligne 15, alors que l’exploitation en Mégabus était étudiée à la fin des années 1980.
Les Mégabus bordelais sont livrés à la CGFTE en 1989 et prennent les numéros 8981 à 8990. En 1990, lorsque le prototype cesse ses essais dans les villes européennes, il est mis à disposition de la CGFTE par RVI, qui en reste propriétaire, et reçoit le numéro 8991. Ces véhicules sont affectés à la ligne 7-8 du réseau de Bordeaux, qui relie le Cours Saint-Louis à la Gare Saint-Jean (ligne 7), puis cette dernière au quartier du Bacalan (ligne 8),.
Vers la fin des années 1990, le prototype est victime d’un accident et reçoit une face avant de PR 100.2, similaire à celle des autres véhicules Mégabus. Toutefois, la partie haute n’est pas endommagée et il conserve sa girouette à bandeau proéminente.
Le 21 décembre 2003, le nouveau tramway de Bordeaux est inauguré,. Les lignes B et C, mises en service respectivement en février et mars 2004, remplacent la ligne 7/8 et entrainent de fait la réforme des Mégabus, qui sont stationnés dans un dépôt des TBC avant d’être mis à la ferraille, à l’exception de quatre qui sont sauvegardés par deux associations et deux particuliers. Toutefois, l’un d’eux sera détruit par la suite, ramenant à trois le nombre de véhicules préservés.

### Résumé du Mégabus
| Générations                   | Production                        | Dérivés de chez                 | Dérivés de chez                 | Modèles similaires |
| Générations                   | Production                        | Renault Véhicules Industriels   | Heuliez Bus                     | Modèles similaires |
| ----------------------------- | --------------------------------- | ------------------------------- | ------------------------------- | ------------------ |
| Renault Mégabus (1986 - 1989) | 11 exemplaires (prototype inclus) | Renault PR 100 ; Renault PR 180 | Heuliez GX 107 ; Heuliez GX 187 | Heuliez GX 237     |

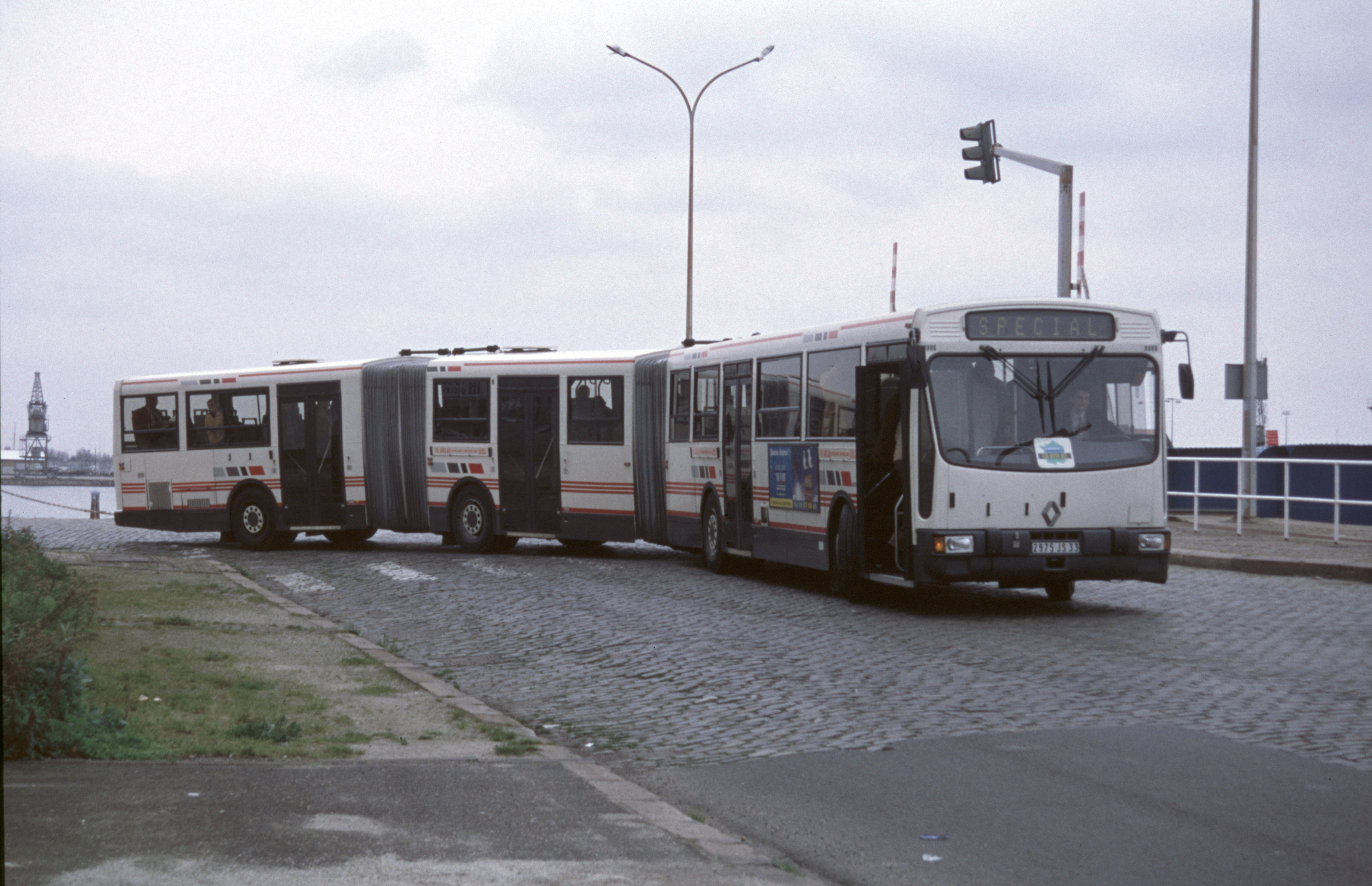
Vue avant droit
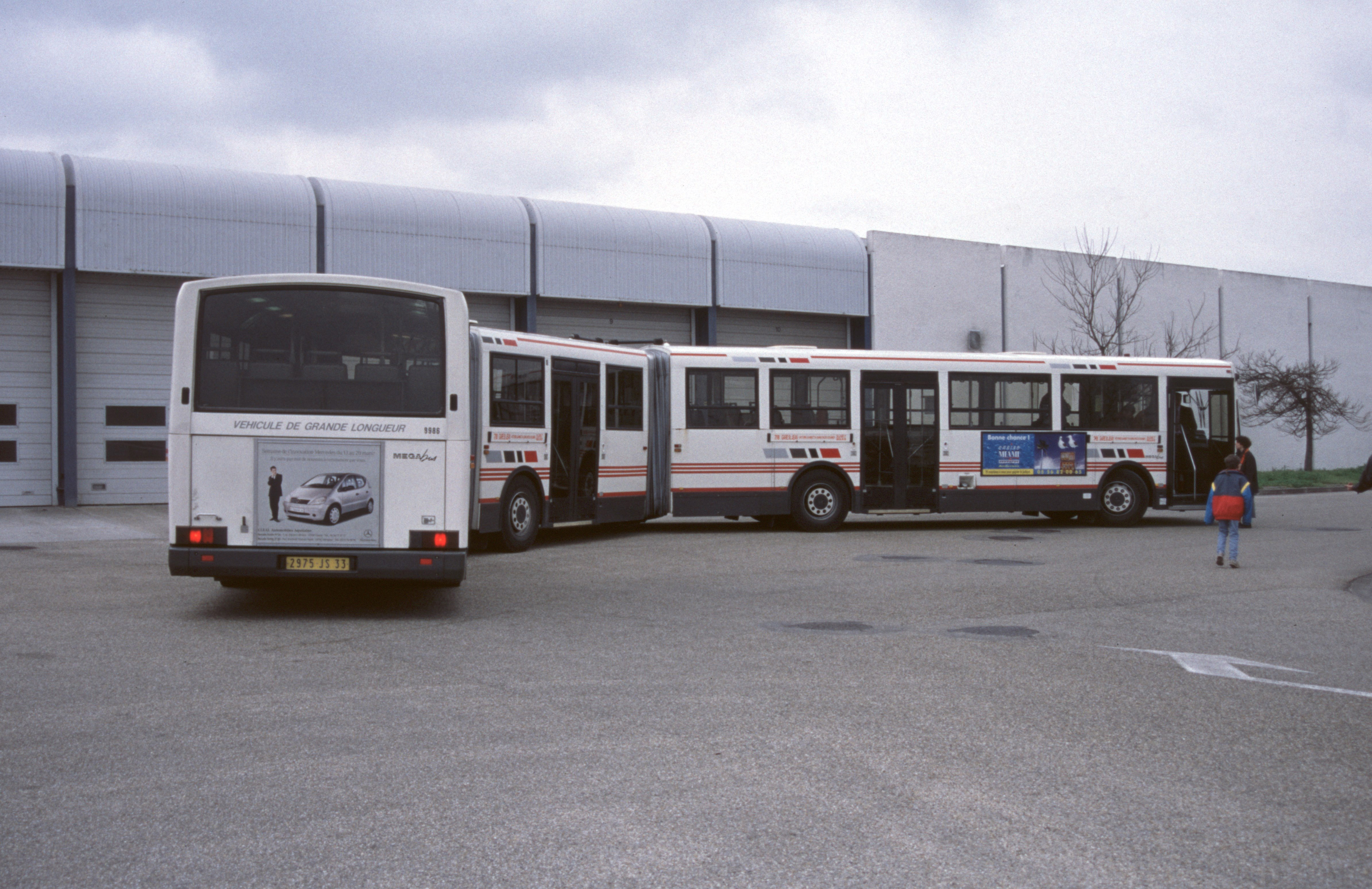
Vue arrière droit
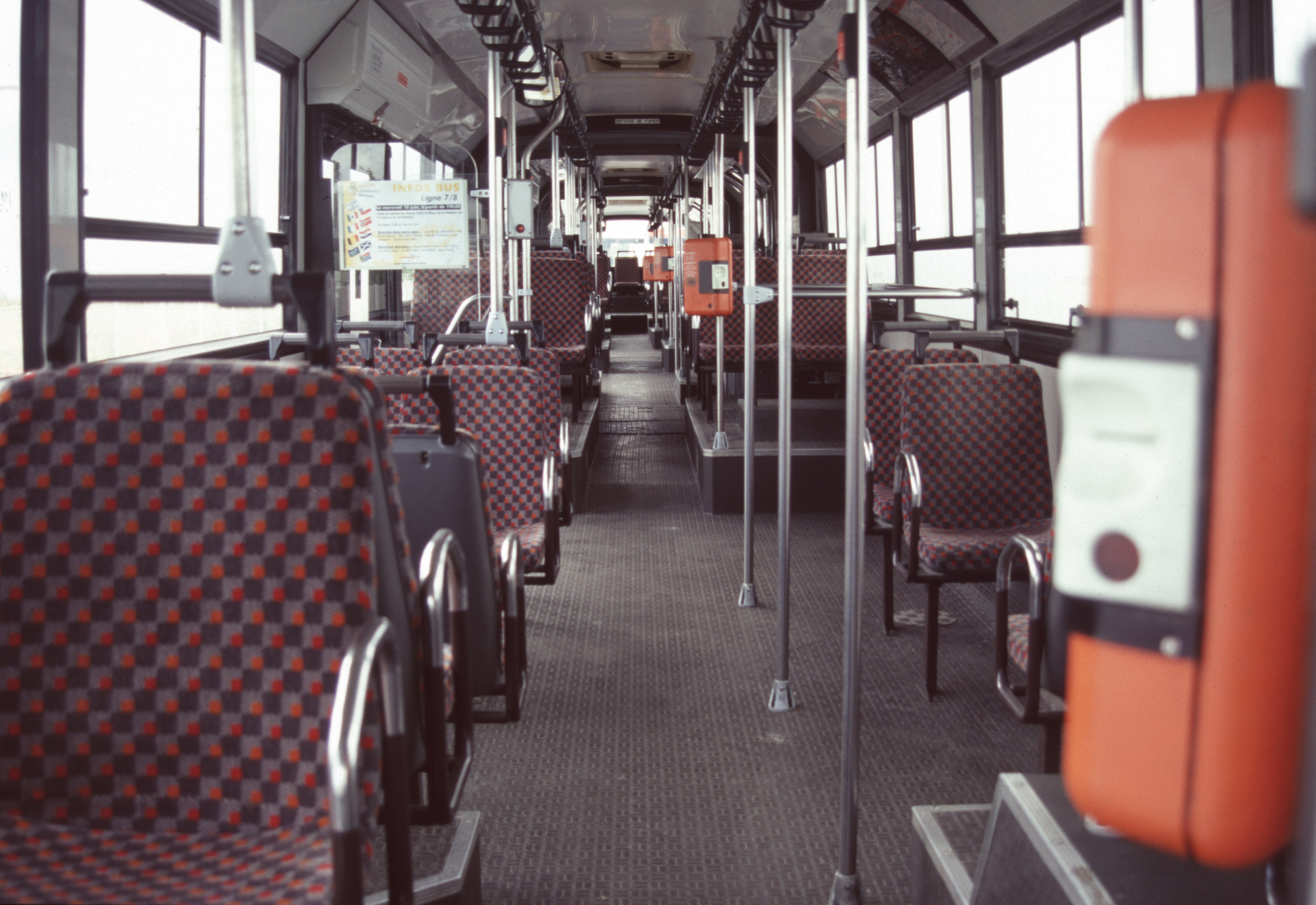
Vue intérieure vers l’arrière
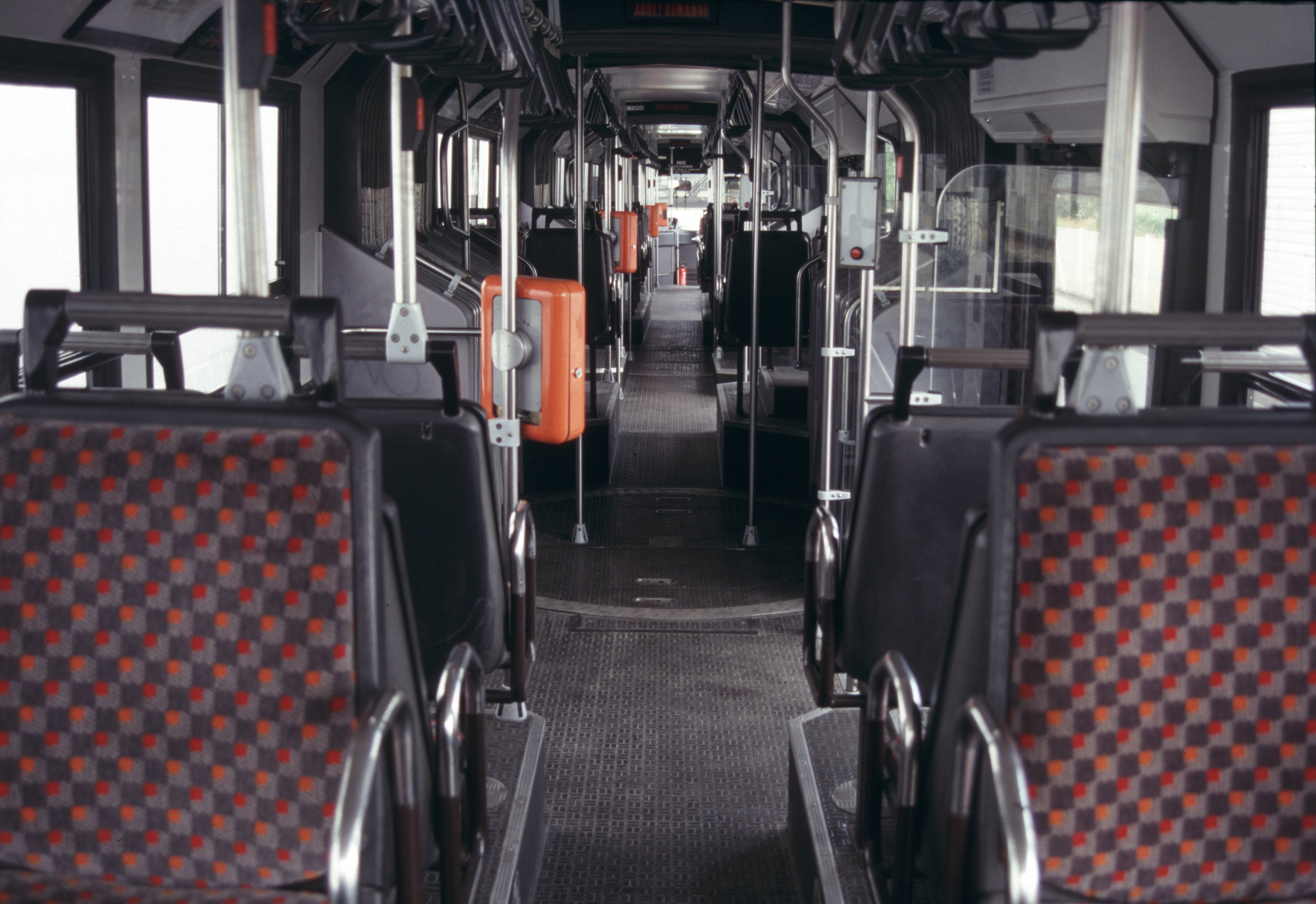
Vue intérieure vers l’avant

## Les différentes versions

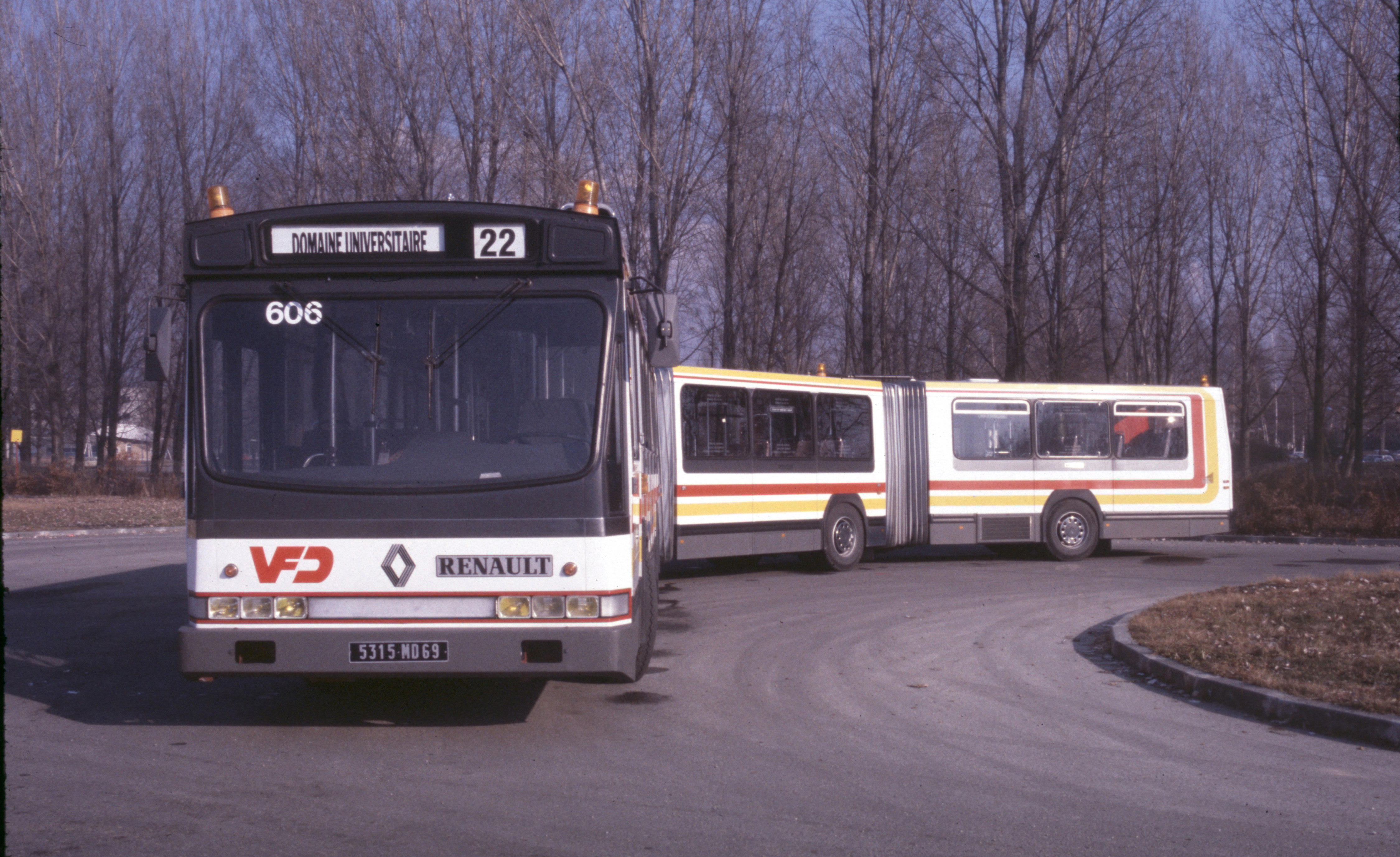
Le prototype du Mégabus en 1989.

### Prototype
Le prototype du Mégabus est construit en 1985 à partir de deux bus préexistants : un Renault PR 180, qui compose la partie avant et la première remorque, et un Renault PR 100, qui forme la seconde remorque et comporte la motorisation de l’ensemble. Au moment de sa présentation, l’élément central repose sur un seul essieu installé au milieu, et la porte est installée entre la première articulation et l’essieu. La configuration de cet élément est rapidement modifiée puisque, dès les premiers essais, la porte est déplacée vers le milieu et l’essieu reculé au niveau de la seconde articulation. La carrosserie du prototype reprend en grande partie les éléments des PR dont il est composé, avec des fenêtres aux angles arrondis, des portes partiellement occultées et aux fenêtres étroites et le pare-brise arrière inversé. La face avant est en revanche totalement différente du reste de la gamme : aucun renfoncement n’est présent, les glaces d’accostage situées de part et d’autre du pare-brise sont tronquées et ont les bords droits, les clignotants, petits et ronds, sont situés au-dessus des autres feux, dont les blocs optiques, petits et carrés, sont groupés par trois et mis au niveau du reste de la carrosserie. Toutefois, quelques éléments de la face avant sont hérités des premiers PR, dont le pare-brise et la girouette proéminente. Le prototype, en raison de son imposante taille, est également doté de gyrophares à l’avant de la première caisse et à l’arrière des deux remorques.

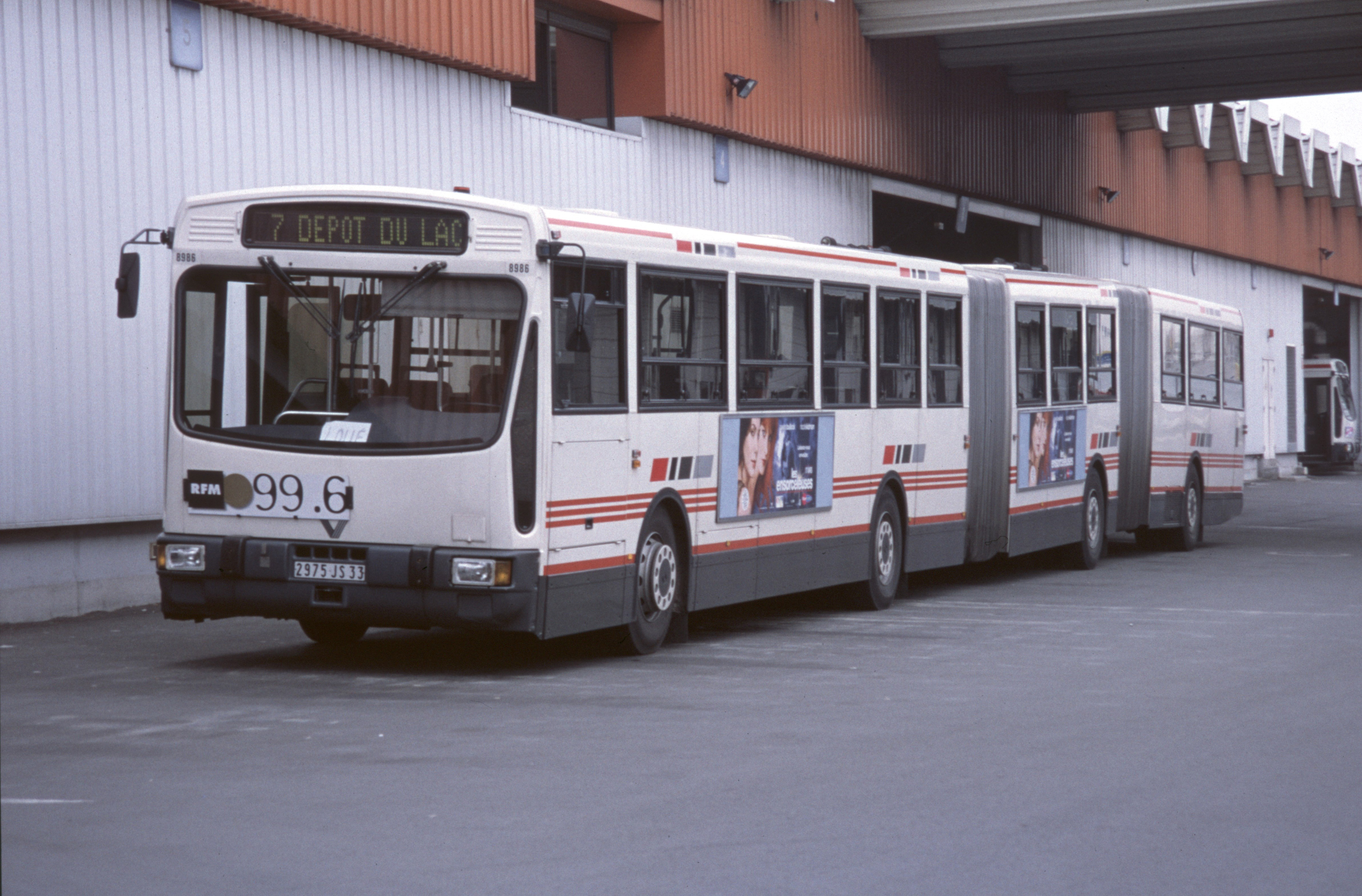
Un Mégabus de série à Bordeaux.

## Caractéristiques

### Dimensions

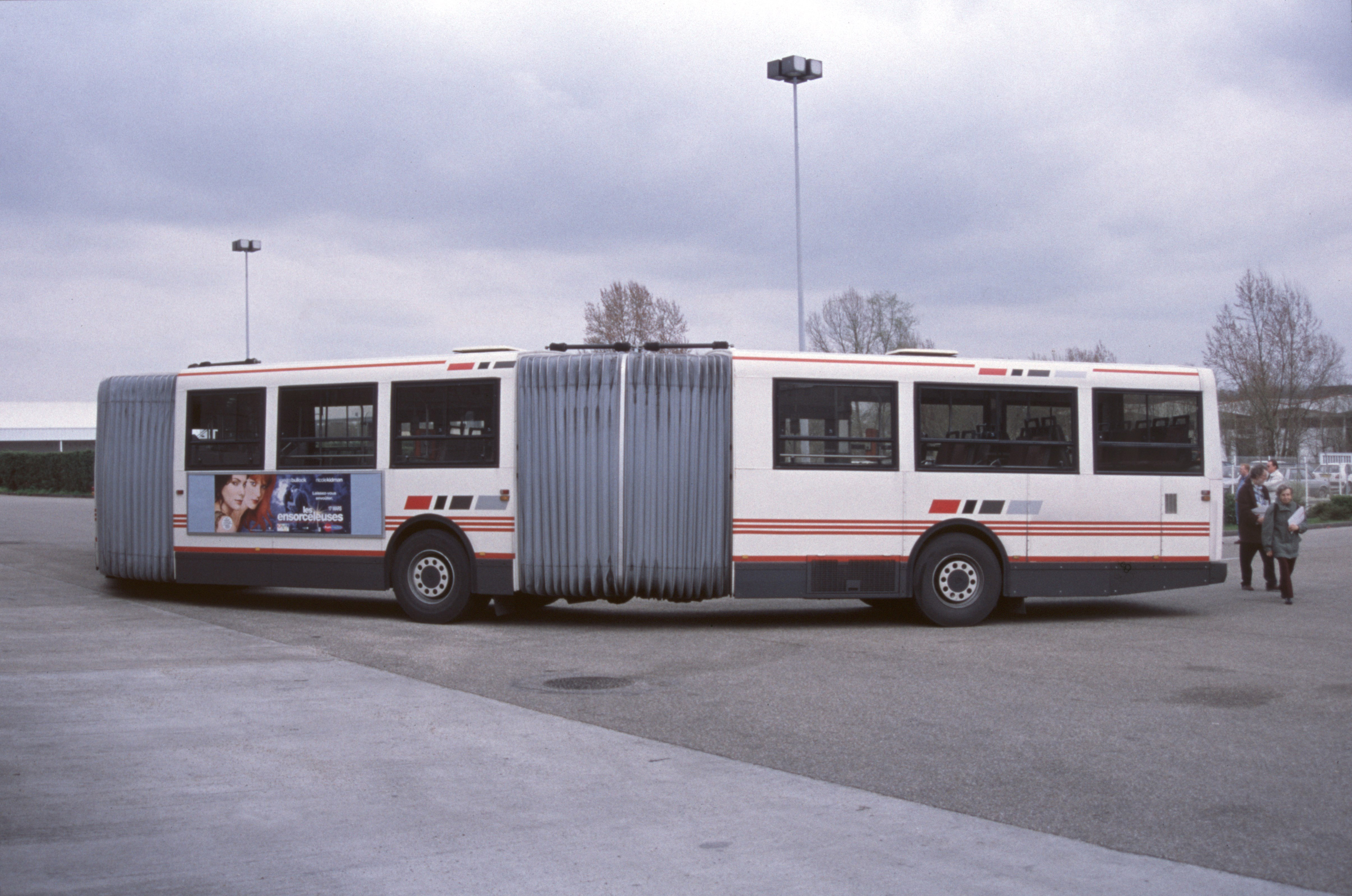
Les deux remorques représentent près de la moitié de la longueur totale du Mégabus.

|                                   | Prototype                     | Série                         |
| --------------------------------- | ----------------------------- | ----------------------------- |
| Longueur                          | 24 205 mm                     | 24 382 mm                     |
| Largeur (sans rétroviseurs)       | 2 500 mm                      | 2 500 mm                      |
| Hauteur                           | 2 960 mm                      | 2 960 mm                      |
| Empattement                       | 18 450 mm                     | 18 450 mm                     |
| Porte-à-faux                      | AV : 2 617 mm ; AR : 3 138 mm | AV : 2 632 mm ; AR : 3 300 mm |
| Masse à vide                      | 22 080 kg                     | 22 080 kg                     |
| P.T.A.C.                          | 37 600 kg                     | 37 600 kg                     |
| Capacité : assis + debout = maxi* | 206 personnes (62+144)        | 206 (62+144)                  |
| Portes                            | 4                             | 4                             |
| Hauteur du plancher               | 681 mm                        | 681 mm                        |

### Motorisations
La série du Mégabus n’a été dotée que d’une seule motorisation Diesel, similaire à celle installée sur le prototype :
- le Renault MIPS 06.20.45 (Aucune norme) six cylindres en ligne avec turbocompresseur faisant 302 ch[4],[5],[6].

Il est équipé d’une boite de vitesses automatique ZF 5 HP 590 à 5 rapports,.
| Modèle                | Construction | Moteur + Nom                               | Norme Euro   | Cylindrée          | Performance                      | Couple                   | Vitesse maxi | Consommation + CO2    |
| --------------------- | ------------ | ------------------------------------------ | ------------ | ------------------ | -------------------------------- | ------------------------ | ------------ | --------------------- |
| Mégabus (ZF 5 HP 590) | 1986 - 1989  | 6 cylindres en ligne Renault MIPS 06.20.45 | Aucune norme | 9 840 cm3 (9.84 L) | 225,2 kW (302 ch) à 2 100 tr/min | 1 185 N m à 1 100 tr/min | ... km/h     | ... l/100 km ... g/km |

### Châssis et carrosserie

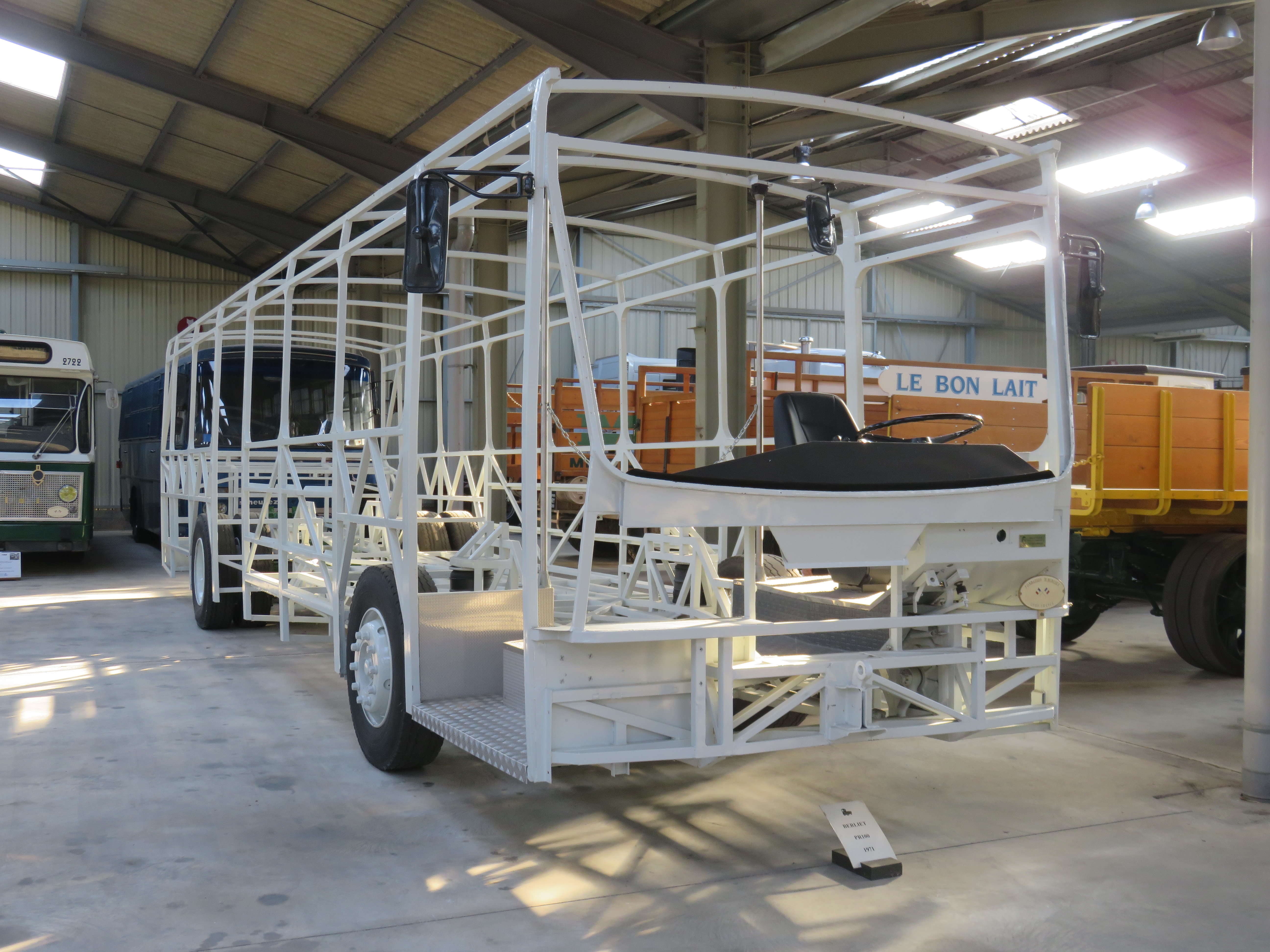
Un châssis de PR 100, sur lequel est basé le Mégabus.

Il est construit sur le châssis du Renault PR 100,,.

## Commercialisation
La commercialisation du Mégabus est restée très limitée : alors qu’une étude de marché réalisée en avril 1984 auprès de 54 réseaux par le GART et l’UTP estime les besoins de Véhicule Routier à Grande Capacité (VRGC) à près 280 véhicules dans les 10 à 12 années à venir (1984-1996), dont environ 170 à court terme (entre 1987 et 1990), seul le réseau de Bordeaux commande 10 véhicules, ce qui reste bien loin des 50 Mégabus estimés à court terme pour ce seul réseau. Ils sont mis en service en 1989, puis rejoint par le prototype, qui est mis à disposition de la CGFTE par RVI en 1990. En 2004, avec la mise en service du tramway, l’ensemble des véhicules est réformé.
| Ville et Pays   | Propriétaire | Années                                                                  | Années  | Numéros | Numéros             | Numéros         | Notes et statut                |
| Ville et Pays   | Propriétaire | Mise en service                                                         | Réforme | Parc    | Châssis             | Immatriculation | Notes et statut                |
| --------------- | ------------ | ----------------------------------------------------------------------- | ------- | ------- | ------------------- | --------------- | ------------------------------ |
| Bordeaux France | CGFTE        | 1989                                                                    | 2004    |         |                     |                 |                                |
| Bordeaux France | CGFTE        | 1989                                                                    | 2004    | 8981    | VF6 PU06A1 00000002 | 2992 JS 33      | Détruit                        |
| Bordeaux France | CGFTE        | 1989                                                                    | 2004    | 8982    | VF6 PU06A1 00000003 | 2989 JS 33      | Détruit                        |
| Bordeaux France | CGFTE        | 1989                                                                    | 2004    | 8983    | VF6 PU06A1 00000004 | 2984 JS 33      | Détruit                        |
| Bordeaux France | CGFTE        | 1989                                                                    | 2004    | 8984    | VF6 PU06A1 00000005 | 2983 JS 33      | Détruit                        |
| Bordeaux France | CGFTE        | 1989                                                                    | 2004    | 8985    | VF6 PU06A1 00000006 | 2979 JS 33      | Détruit                        |
| Bordeaux France | CGFTE        | 1989                                                                    | 2004    | 8986    | VF6 PU06A1 00000007 | 2975 JS 33      | Sauvegardé                     |
| Bordeaux France | CGFTE        | 1989                                                                    | 2004    | 8987    | VF6 PU06A1 00000008 | 2972 JS 33      | Détruit                        |
| Bordeaux France | CGFTE        | 1989                                                                    | 2004    | 8988    | VF6 PU06A1 00000009 | 2970 JS 33      | Détruit                        |
| Bordeaux France | CGFTE        | 1989                                                                    | 2004    | 8989    | VF6 PU06A1 00000010 | 2967 JS 33      | Sauvegardé                     |
| Bordeaux France | CGFTE        | 1989                                                                    | 2004    | 8990    | VF6 PU06A1 00000011 | 2966 JS 33      | Détruit                        |
| Bordeaux France | RVI          | 1985 (1re présentation au public) 1990 (mise à disposition de la CGFTE) | 2004    | 8991    | VF6 ORIGIN 0898669X | 5315 MD 69      | Véhicule prototype. Sauvegardé |

## Préservation

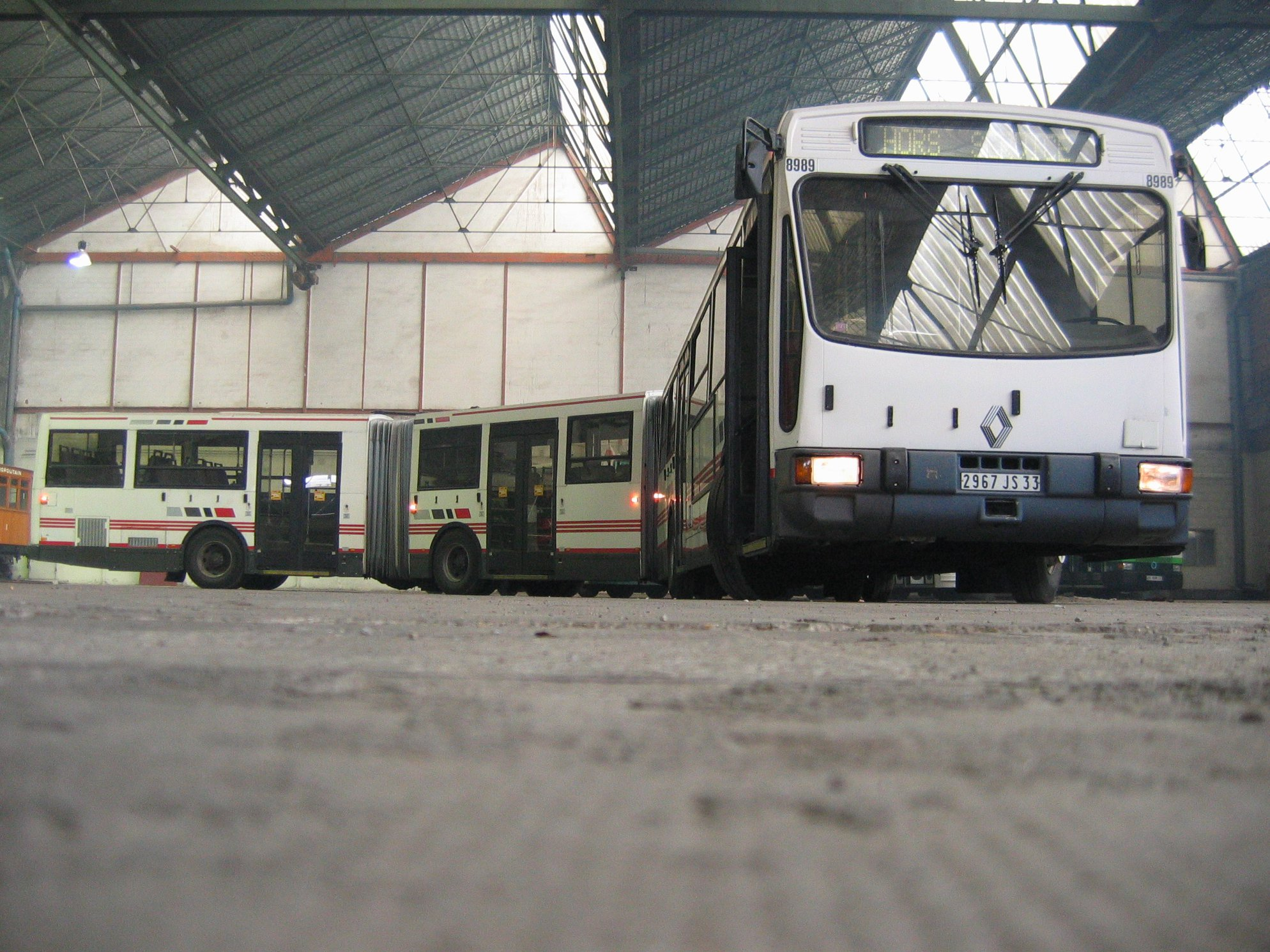
Le Mégabus no 8989, conservé par l’AMTUIR de 2006 à 2013.

Sur les onze véhicules construits (prototype + 10 de série), trois ont été sauvegardés :
- le no 8986, sauvegardé par l’association Autobus Passion ;
- le no 8989, offert en mars 2006 par la CGFTE à l’AMTUIR[11],[19] à la place du no 8984, initialement pressenti pour être sauvegardé[20]. Il rejoint par ses propres moyens le musée de Colombes[20], où il est exposé jusqu’en février 2008. À cette date, l’association est priée de libérer les locaux qui lui sont mis à disposition dans les Hauts-de-Seine. Le Mégabus est transféré à Noyon, où il est entreposé dans un hangar avec une partie de la collection[21]. En 2013, l’AMTUIR décide de s’en séparer et le vend à un particulier collectionneur ;
- le no 8991 (prototype), conservé par le particulier collectionneur qui rachète le no 8989 à l’AMTUIR.